# Basketball-Europameisterschaft der Damen 2015
Die Basketball-Europameisterschaft 2015 der Damen (offiziell: Eurobasket Women 2015) war die 35. Austragung des Wettbewerbs. Sie fand vom 11. Juni bis zum 28. Juni 2015 in Ungarn und Rumänien statt und wurde von der FIBA Europa organisiert.
Die Ergebnisse des Turniers bildeten die Basis für die Qualifikation  für die Olympischen Spiele 2016. Der Sieger war direkt qualifiziert, die 2. bis 5. platzierten Mannschaften nahmen an einem Qualifikationsturnier teil.

## Austragungsorte
| Gruppen    | Stadt       | Halle                      | Plätze |
| ---------- | ----------- | -------------------------- | ------ |
| Finalrunde | Budapest    | Syma Sports & Events Arena | 5500   |
| E          | Debrecen    | Főnix Hall                 | 5500   |
| F          | Győr        | Audi Arena                 | 5500   |
| C          | Szombathely | Arena Savaria              | 4000   |
| D          | Sopron      | MKB Aréna Sopron           | 2500   |
| B          | Oradea      | Arena Antonio Alexe        | 2000   |
| A          | Timișoara   | Timisoara Arena            | 3500   |

## Vorrunde
In der Vorrunde spielten jeweils fünf Mannschaften in vier Gruppen gegeneinander. Der Sieger eines Spiels erhielt zwei Punkte, der Verlierer einen Punkt. Stand ein Spiel am Ende der regulären Spielzeit unentschieden, so erfolgte eine Verlängerung.
| Gruppe A                                                    | Gruppe B                                            | Gruppe C                                                    | Gruppe D                                           |
| ----------------------------------------------------------- | --------------------------------------------------- | ----------------------------------------------------------- | -------------------------------------------------- |
| - Frankreich - Tschechien - Ukraine - Montenegro - Rumänien | - Türkei - Belarus - Polen - Italien - Griechenland | - Serbien - Kroatien - Lettland - Russland - Großbritannien | - Spanien - Slowakei - Litauen - Schweden - Ungarn |

### Gruppe A –Timișoara
| Platz | Team       | Spiele | Siege | Niederl. | Körbe   | Punkte | Diff. |
| ----- | ---------- | ------ | ----- | -------- | ------- | ------ | ----- |
| 1     | Frankreich | 4      | 4     | 0        | 319:264 | 8      | +55   |
| 2     | Montenegro | 4      | 3     | 1        | 301:263 | 7      | +38   |
| 3     | Tschechien | 4      | 2     | 2        | 289:306 | 6      | −17   |
| 4     | Ukraine    | 4      | 1     | 3        | 283:314 | 5      | −31   |
| 5     | Rumänien   | 4      | 0     | 4        | 270:315 | 4      | −45   |

| Spiel | Datum         | Team 1     | Team 2     | 1. Q. | 2. Q. | 3. Q. | 4. Q. | Verl. | Ergebnis |
| ----- | ------------- | ---------- | ---------- | ----- | ----- | ----- | ----- | ----- | -------- |
| A1    | 11. Juni 2015 | Montenegro | Tschechien | 20:14 | 14:13 | 17:11 | 20:14 | –     | 71:52    |
| A2    | 11. Juni 2015 | Ukraine    | Frankreich | 21:20 | 12:15 | 12:24 | 10:20 | –     | 55:79    |
| A3    | 12. Juni 2015 | Tschechien | Ukraine    | 31:17 | 17:21 | 14:17 | 18:24 | –     | 80:79    |
| A4    | 12. Juni 2015 | Rumänien   | Montenegro | 18:26 | 4:25  | 18:15 | 21:13 | –     | 61:79    |
| A5    | 13. Juni 2015 | Frankreich | Tschechien | 28:17 | 16:28 | 23:13 | 18:17 | –     | 85:75    |
| A6    | 13. Juni 2015 | Ukraine    | Rumänien   | 19:24 | 13:12 | 25:20 | 21:15 | –     | 78:71    |
| A7    | 14. Juni 2015 | Montenegro | Ukraine    | 25:21 | 24:14 | 18:27 | 17:9  | –     | 84:71    |
| A8    | 14. Juni 2015 | Rumänien   | Frankreich | 18:20 | 22:17 | 20:17 | 7:22  | –     | 67:76    |
| A9    | 15. Juni 2015 | Frankreich | Montenegro | 26:16 | 21:20 | 20:13 | 12:18 | –     | 79:67    |
| A10   | 15. Juni 2015 | Tschechien | Rumänien   | 20:18 | 19:17 | 24:18 | 19:18 | –     | 82:71    |

### Gruppe B –Oradea
| Platz | Team         | Spiele | Siege | Niederl. | Körbe   | Punkte | Diff. |
| ----- | ------------ | ------ | ----- | -------- | ------- | ------ | ----- |
| 1     | Belarus      | 4      | 4     | 0        | 299:234 | 8      | +65   |
| 2     | Türkei       | 4      | 3     | 1        | 220:215 | 7      | 0+5   |
| 3     | Griechenland | 4      | 2     | 2        | 217:239 | 6      | −22   |
| 4     | Italien      | 4      | 1     | 3        | 232:241 | 5      | 0–9   |
| 5     | Polen        | 4      | 0     | 4        | 208:247 | 4      | −39   |

| Spiel | Datum         | Team 1       | Team 2       | 1. Q. | 2. Q. | 3. Q. | 4. Q. | Verl. | Ergebnis |
| ----- | ------------- | ------------ | ------------ | ----- | ----- | ----- | ----- | ----- | -------- |
| B1    | 11. Juni 2015 | Polen        | Türkei       | 17:11 | 16:15 | 9:17  | 12:14 | –     | 54:57    |
| B2    | 11. Juni 2015 | Italien      | Belarus      | 14:14 | 18:19 | 16:20 | 25:20 | 3:12  | 76:85    |
| B3    | 12. Juni 2015 | Griechenland | Italien      | 9:18  | 16:4  | 6:15  | 20:9  | –     | 51:46    |
| B4    | 12. Juni 2015 | Belarus      | Polen        | 23:18 | 11:6  | 21:12 | 10:13 | –     | 65:49    |
| B5    | 13. Juni 2015 | Polen        | Griechenland | 25:15 | 4:11  | 9:20  | 12:13 | –     | 50:59    |
| B6    | 13. Juni 2015 | Türkei       | Belarus      | 13:15 | 8:11  | 17:25 | 14:16 | –     | 52:67    |
| B7    | 14. Juni 2015 | Italien      | Polen        | 17:22 | 18:9  | 16:20 | 15:4  | –     | 66:55    |
| B8    | 14. Juni 2015 | Griechenland | Türkei       | 13:14 | 17:11 | 6:16  | 14:20 | –     | 50:61    |
| B9    | 15. Juni 2015 | Belarus      | Griechenland | 17:16 | 24:7  | 25:12 | 16:22 | –     | 82:57    |
| B10   | 15. Juni 2015 | Türkei       | Italien      | 18:14 | 13:5  | 13:14 | 6:11  | –     | 50:44    |

### Gruppe C –Szombathely
| Platz | Team           | Spiele | Siege | Niederl. | Körbe   | Punkte | Diff. |
| ----- | -------------- | ------ | ----- | -------- | ------- | ------ | ----- |
| 1     | Russland       | 4      | 3     | 1        | 293:223 | 7      | +70   |
| 2     | Serbien        | 4      | 3     | 1        | 294:263 | 7      | +31   |
| 3     | Kroatien       | 4      | 2     | 2        | 277:305 | 6      | −28   |
| 4     | Lettland       | 4      | 2     | 2        | 258:263 | 6      | 0–5   |
| 5     | Großbritannien | 4      | 0     | 4        | 222:290 | 4      | −68   |

| Spiel | Datum         | Team 1         | Team 2         | 1. Q. | 2. Q. | 3. Q. | 4. Q. | Verl. | Ergebnis |
| ----- | ------------- | -------------- | -------------- | ----- | ----- | ----- | ----- | ----- | -------- |
| C1    | 11. Juni 2015 | Lettland       | Serbien        | 19:21 | 18:18 | 11:19 | 12:18 | –     | 60:76    |
| C2    | 11. Juni 2015 | Russland       | Kroatien       | 22:13 | 20:19 | 23:7  | 18:23 | –     | 83:62    |
| C3    | 12. Juni 2015 | Kroatien       | Lettland       | 20:19 | 16:20 | 12:14 | 19:20 | –     | 67:63    |
| C4    | 12. Juni 2015 | Großbritannien | Russland       | 13:25 | 9:13  | 12:13 | 6:20  | –     | 40:71    |
| C5    | 13. Juni 2015 | Lettland       | Großbritannien | 20:20 | 6:7   | 23:11 | 18:20 | –     | 67:58    |
| C6    | 13. Juni 2015 | Serbien        | Kroatien       | 19:20 | 25:20 | 26:17 | 19:15 | –     | 89:72    |
| C7    | 14. Juni 2015 | Großbritannien | Serbien        | 12:21 | 14:15 | 12:28 | 16:12 | –     | 54:76    |
| C8    | 14. Juni 2015 | Russland       | Lettland       | 15:22 | 16:14 | 17:11 | 14:21 | –     | 62:68    |
| C9    | 15. Juni 2015 | Kroatien       | Großbritannien | 25:12 | 20:24 | 17:22 | 14:12 | –     | 76:70    |
| C10   | 15. Juni 2015 | Serbien        | Russland       | 17:18 | 7:23  | 16:19 | 13:17 | –     | 53:77    |

### Gruppe D –Sopron
| Platz | Team     | Spiele | Siege | Niederl. | Körbe   | Punkte | Diff. |
| ----- | -------- | ------ | ----- | -------- | ------- | ------ | ----- |
| 1     | Spanien  | 4      | 4     | 0        | 287:245 | 8      | +42   |
| 2     | Slowakei | 4      | 2     | 2        | 312:316 | 6      | 0–4   |
| 3     | Litauen  | 4      | 2     | 2        | 279:291 | 6      | −12   |
| 4     | Schweden | 4      | 1     | 3        | 269:269 | 5      | 0+0   |
| 5     | Ungarn   | 4      | 1     | 3        | 261:287 | 5      | −26   |

| Spiel | Datum         | Team 1   | Team 2   | 1. Q. | 2. Q. | 3. Q. | 4. Q. | Verl. | Ergebnis |
| ----- | ------------- | -------- | -------- | ----- | ----- | ----- | ----- | ----- | -------- |
| D1    | 11. Juni 2015 | Schweden | Slowakei | 22:16 | 18:14 | 13:23 | 16:19 | –     | 69:72    |
| D2    | 11. Juni 2015 | Litauen  | Spanien  | 5:13  | 10:15 | 20:21 | 23:23 | –     | 58:72    |
| D3    | 12. Juni 2015 | Slowakei | Litauen  | 24:23 | 21:12 | 17:30 | 23:14 | –     | 85:79    |
| D4    | 12. Juni 2015 | Ungarn   | Schweden | 20:12 | 19:15 | 12:19 | 12:26 | –     | 63:72    |
| D5    | 13. Juni 2015 | Spanien  | Slowakei | 14:20 | 20:19 | 24:18 | 24:24 | –     | 82:81    |
| D6    | 13. Juni 2015 | Litauen  | Ungarn   | 15:15 | 24:8  | 13:24 | 20:19 | –     | 72:66    |
| D7    | 14. Juni 2015 | Schweden | Litauen  | 17:15 | 12:18 | 22:28 | 17:9  | –     | 68:70    |
| D8    | 14. Juni 2015 | Ungarn   | Spanien  | 13:21 | 13:13 | 15:10 | 5:25  | –     | 46:69    |
| D9    | 15. Juni 2015 | Spanien  | Schweden | 25:16 | 14:13 | 11:9  | 14:22 | –     | 64:60    |
| D10   | 15. Juni 2015 | Slowakei | Ungarn   | 13:24 | 14:23 | 22:23 | 25:16 | –     | 74:86    |

## Zwischenrunde
Nach der Vorrunde qualifizierten sich jeweils die ersten drei Mannschaften einer Gruppe für die Zwischenrunde. Die insgesamt sechs Teams der Gruppen A und B bildeten die Gruppe E, diejenigen der Gruppen C und D bilden die neue Gruppe F. Jedes Team trat je einmal gegen jedes der drei Teams aus der anderen Vorrundengruppe an. Die Punkte gegen die anderen qualifizierten Mannschaften aus der eigenen Vorrundengruppe wurden weitergeführt.

### Gruppe E –Debrecen
| Platz | Team         | Spiele | Siege | Niederl. | Körbe   | Punkte | Diff. |
| ----- | ------------ | ------ | ----- | -------- | ------- | ------ | ----- |
| 1     | Türkei       | 5      | 4     | 1        | 299:262 | 9      | +37   |
| 2     | Frankreich   | 5      | 4     | 1        | 335:308 | 9      | +27   |
| 3     | Belarus      | 5      | 2     | 3        | 349:323 | 7      | +26   |
| 4     | Montenegro   | 5      | 2     | 3        | 319:340 | 7      | −21   |
| 5     | Griechenland | 5      | 2     | 3        | 299:328 | 7      | −29   |
| 6     | Tschechien   | 5      | 1     | 4        | 319:359 | 6      | −40   |

| Spiel | Datum         | Team 1       | Team 2       | 1. Q. | 2. Q. | 3. Q. | 4. Q. | Verl. | Ergebnis |
| ----- | ------------- | ------------ | ------------ | ----- | ----- | ----- | ----- | ----- | -------- |
| E1    | 17. Juni 2015 | Türkei       | Montenegro   | 20:8  | 8:13  | 22:7  | 11:13 | –     | 61:41    |
| E2    | 17. Juni 2015 | Griechenland | Frankreich   | 6:15  | 10:10 | 16:11 | 10:15 | –     | 42:51    |
| E3    | 17. Juni 2015 | Tschechien   | Belarus      | 18:17 | 13:16 | 17:19 | 25:18 | –     | 73:70    |
| E4    | 19. Juni 2015 | Griechenland | Tschechien   | 24:22 | 19:26 | 13:10 | 18:13 | –     | 74:71    |
| E5    | 19. Juni 2015 | Frankreich   | Türkei       | 16:15 | 17:15 | 11:14 | 12:22 | –     | 56:66    |
| E6    | 19. Juni 2015 | Montenegro   | Belarus      | 21:14 | 12:17 | 23:18 | 21:23 | –     | 77:72    |
| E7    | 21. Juni 2015 | Türkei       | Tschechien   | 11:10 | 15:15 | 18:5  | 15:18 | –     | 59:48    |
| E8    | 21. Juni 2015 | Montenegro   | Griechenland | 11:22 | 16:22 | 24:14 | 12:18 | –     | 63:76    |
| E9    | 21. Juni 2015 | Belarus      | Frankreich   | 10:20 | 19:20 | 14:12 | 15:12 | –     | 58:64    |

### Gruppe F –Győr
| Platz | Team     | Spiele | Siege | Niederl. | Körbe   | Punkte | Diff. |
| ----- | -------- | ------ | ----- | -------- | ------- | ------ | ----- |
| 1     | Spanien  | 5      | 5     | 0        | 406:328 | 10     | +78   |
| 2     | Litauen  | 5      | 3     | 2        | 371:367 | 8      | 0+4   |
| 3     | Russland | 5      | 3     | 2        | 366:320 | 8      | +46   |
| 4     | Serbien  | 5      | 2     | 3        | 370:387 | 7      | −17   |
| 5     | Slowakei | 5      | 2     | 3        | 385:374 | 7      | +11   |
| 6     | Kroatien | 5      | 0     | 5        | 312:434 | 5      | −122  |

| Spiel | Datum         | Team 1   | Team 2   | 1. Q. | 2. Q. | 3. Q. | 4. Q. | Verl. | Ergebnis |
| ----- | ------------- | -------- | -------- | ----- | ----- | ----- | ----- | ----- | -------- |
| F1    | 18. Juni 2015 | Slowakei | Serbien  | 23:21 | 19:19 | 13:14 | 19:22 | –     | 74:76    |
| F2    | 18. Juni 2015 | Litauen  | Russland | 13:22 | 10:17 | 24:22 | 31:13 | –     | 78:74    |
| F3    | 18. Juni 2015 | Kroatien | Spanien  | 13:24 | 11:20 | 10:18 | 18:33 | –     | 52:95    |
| F4    | 20. Juni 2015 | Litauen  | Kroatien | 30:12 | 18:16 | 17:19 | 18:17 | –     | 83:64    |
| F5    | 20. Juni 2015 | Russland | Slowakei | 23:23 | 18:13 | 23:12 | 11:13 | –     | 75:61    |
| F6    | 20. Juni 2015 | Serbien  | Spanien  | 27:24 | 13:22 | 22:15 | 18:30 | –     | 80:91    |
| F7    | 22. Juni 2015 | Slowakei | Kroatien | 26:16 | 21:9  | 18:24 | 19:13 | –     | 84:62    |
| F8    | 22. Juni 2015 | Serbien  | Litauen  | 32:17 | 8:20  | 14:15 | 18:21 | –     | 72:73    |
| F9    | 22. Juni 2015 | Spanien  | Russland | 17:9  | 21:12 | 14:16 | 14:20 | –     | 66:57    |

## Finalrunden
Nach der Zwischenrunde qualifizierten sich jeweils die ersten vier Teams der beiden Gruppen E und F für die im K.-o.-Modus ausgetragene Finalrunde. Gespielt wurde im Viertelfinale über Kreuz gegen einen Gegner aus der jeweils anderen Zwischenrundengruppe. Anschließend trafen sowohl die Sieger der Viertelfinals im Halbfinale aufeinander, als auch die Verlierer im „kleinen Halbfinale“. Die Sieger der Halbfinalspiele bestritten das Finale, die Verlierer das Spiel um Platz 3. Die Sieger des „kleinen Halbfinales“ spielten um Platz 5, die Verlierer um Platz 7.

### Turnierbaum
|  | Viertelfinale      | Viertelfinale      |                    |                    | Halbfinale         | Halbfinale |  |  | Finale             | Finale             |
|  |                    |                    |                    |                    |                    |            |  |  |                    |                    |
|  | 59 – 24. Juni 2015 |                    |                    |                    |                    |            |  |  |                    |                    |
|  | Türkei             | 63                 |                    |                    |                    |            |  |  |                    |                    |
|  | Türkei             | 63                 | 65 – 26. Juni 2015 |                    |                    |            |  |  |                    |                    |
|  | Serbien            | 75                 |                    |                    |                    |            |  |  |                    |                    |
|  | Serbien            | 75                 | Serbien            | 74                 |                    |            |  |  |                    |                    |
|  |                    |                    | Serbien            | 74                 |                    |            |  |  |                    |                    |
|  |                    | Belarus            | 72                 |                    |                    |            |  |  |                    |                    |
|  | Litauen            | Belarus            | 72                 | 66                 |                    |            |  |  |                    |                    |
|  | Litauen            |                    |                    | 66                 |                    |            |  |  |                    |                    |
|  | Belarus            | 68                 |                    | 70 – 28. Juni 2015 | 70 – 28. Juni 2015 |            |  |  |                    |                    |
|  | 60 – 24. Juni 2015 | 60 – 24. Juni 2015 | Serbien            | 76                 |                    |            |  |  |                    |                    |
|  | 61 – 25. Juni 2015 | 61 – 25. Juni 2015 |                    | Frankreich         | 68                 |            |  |  |                    |                    |
|  | Frankreich         | 77                 |                    |                    |                    |            |  |  |                    |                    |
|  | Russland           | 74                 |                    |                    |                    |            |  |  |                    |                    |
|  | Russland           | 74                 | Frankreich         | 63                 |                    |            |  |  |                    |                    |
|  |                    |                    | Frankreich         | 63                 | Spiel um Platz 3   |            |  |  |                    |                    |
|  |                    | Spanien            | 58                 |                    |                    |            |  |  |                    |                    |
|  | Spanien            | Spanien            | 58                 | 75                 | Belarus            | 58         |  |  |                    |                    |
|  | Spanien            | 66 – 26. Juni 2015 |                    | 75                 | Belarus            | 58         |  |  |                    |                    |
|  | Montenegro         | 74                 |                    | Spanien            | 74                 |            |  |  |                    |                    |
|  | Montenegro         | 74                 |                    |                    | 74                 |            |  |  |                    |                    |
|  | 62 – 25. Juni 2015 | 62 – 25. Juni 2015 |                    |                    |                    |            |  |  | 69 – 28. Juni 2015 | 69 – 28. Juni 2015 |

#### Plätze 5 bis 8
|  | Kleines Halbfinale | Kleines Halbfinale |                    |    | Finalrunden 5.–8. Platz | Finalrunden 5.–8. Platz |
|  |                    |                    |                    |    |                         |                         |
|  | Türkei             | 66                 |                    |    |                         |                         |
|  | Litauen            | 57                 |                    |    |                         |                         |
|  | 63 – 25. Juni 2015 |                    |                    |    |                         |                         |
|  |                    |                    | 68 – 27. Juni 2015 |    |                         |                         |
|  | Türkei             | 68                 |                    |    |                         |                         |
|  |                    | Russland           | 66                 |    |                         |                         |
|  |                    |                    |                    |    |                         |                         |
|  | 7. und 8. Platz    |                    |                    |    |                         |                         |
|  | 64 – 26. Juni 2015 | 64 – 26. Juni 2015 | Litauen            | 77 |                         |                         |
|  | Russland           | 73                 | Montenegro         | 89 |                         |                         |
|  | Montenegro         | 65                 |                    |    | 67 – 27. Juni 2015      | 67 – 27. Juni 2015      |

### Viertelfinale
| Spiel | Datum         | Team 1     | Team 2     | 1. Q. | 2. Q. | 3. Q. | 4. Q. | Verl. | Ergebnis |
| ----- | ------------- | ---------- | ---------- | ----- | ----- | ----- | ----- | ----- | -------- |
| 59    | 24. Juni 2015 | Türkei     | Serbien    | 18:18 | 9:10  | 11:26 | 25:21 | –     | 63:75    |
| 60    | 24. Juni 2015 | Litauen    | Belarus    | 10:16 | 9:17  | 24:18 | 23:17 | –     | 66:68    |
| 61    | 25. Juni 2015 | Frankreich | Russland   | 16:20 | 22:15 | 19:18 | 20:21 | –     | 77:74    |
| 62    | 25. Juni 2015 | Spanien    | Montenegro | 16:17 | 23:20 | 16:15 | 20:22 | –     | 75:74    |

### Kleines Halbfinale
| Spiel | Datum         | Team 1   | Team 2     | 1. Q. | 2. Q. | 3. Q. | 4. Q. | Verl. | Ergebnis |
| ----- | ------------- | -------- | ---------- | ----- | ----- | ----- | ----- | ----- | -------- |
| 63    | 25. Juni 2015 | Türkei   | Litauen    | 16:16 | 14:16 | 13:10 | 23:15 | –     | 66:57    |
| 64    | 26. Juni 2015 | Russland | Montenegro | 26:12 | 17:18 | 10:17 | 20:18 | –     | 73:65    |

### Halbfinale
| Spiel | Datum         | Team 1     | Team 2  | 1. Q. | 2. Q. | 3. Q. | 4. Q. | Verl. | Ergebnis |
| ----- | ------------- | ---------- | ------- | ----- | ----- | ----- | ----- | ----- | -------- |
| 65    | 26. Juni 2015 | Serbien    | Belarus | 18:18 | 18:20 | 23:19 | 15:15 | –     | 74:72    |
| 66    | 26. Juni 2015 | Frankreich | Spanien | 15:13 | 14:18 | 22:15 | 12:12 | –     | 63:58    |

### Spiel um Platz 7
| Spiel | Datum         | Team 1  | Team 2     | 1. Q. | 2. Q. | 3. Q. | 4. Q. | Verl. | Ergebnis |
| ----- | ------------- | ------- | ---------- | ----- | ----- | ----- | ----- | ----- | -------- |
| 67    | 27. Juni 2015 | Litauen | Montenegro | 24:26 | 12:27 | 20:17 | 21:19 | –     | 77:89    |

### Spiel um Platz 5
| Spiel | Datum         | Team 1 | Team 2   | 1. Q. | 2. Q. | 3. Q. | 4. Q. | Verl. | Ergebnis |
| ----- | ------------- | ------ | -------- | ----- | ----- | ----- | ----- | ----- | -------- |
| 68    | 27. Juni 2015 | Türkei | Russland | 15:17 | 12:15 | 18:15 | 14:12 | 9:7   | 68:66    |

### Spiel um Platz 3
| Spiel | Datum         | Team 1  | Team 2  | 1. Q. | 2. Q. | 3. Q. | 4. Q. | Verl. | Ergebnis |
| ----- | ------------- | ------- | ------- | ----- | ----- | ----- | ----- | ----- | -------- |
| 69    | 28. Juni 2015 | Belarus | Spanien | 18:12 | 12:22 | 14:21 | 14:19 | –     | 58:74    |

### Finale
| Spiel | Datum         | Team 1  | Team 2     | 1. Q. | 2. Q. | 3. Q. | 4. Q. | Verl. | Ergebnis |
| ----- | ------------- | ------- | ---------- | ----- | ----- | ----- | ----- | ----- | -------- |
| 70    | 28. Juni 2015 | Serbien | Frankreich | 15:22 | 18:10 | 20:17 | 23:19 | –     | 76:68    |

## Endstände
| Rang                       | Team           | Siege:Niederl. | Korbverhältnis |
| Finalrunden                | Finalrunden    | Finalrunden    | Finalrunden    |
| -------------------------- | -------------- | -------------- | -------------- |
| 1                          | Serbien        | 7:3            | 1,061          |
| 2                          | Frankreich     | 8:2            | 1,094          |
| 3                          | Spanien        | 9:1            | 1,186          |
| 4                          | Belarus        | 5:5            | 1,052          |
| 5                          | Türkei         | 8:2            | 1,080          |
| 6                          | Russland       | 5:5            | 1,115          |
| 7                          | Montenegro     | 5:5            | 1,011          |
| 8                          | Litauen        | 5:5            | 0,996          |
| Nicht im Viertelfinale     |                |                |                |
| 9                          | Griechenland   | 4:3            | 0,964          |
| 10                         | Slowakei       | 3:4            | 1,003          |
| 11                         | Tschechien     | 3:4            | 0,944          |
| 12                         | Kroatien       | 2:5            | 0,802          |
| Nicht in der Zwischenrunde |                |                |                |
| 13                         | Lettland       | 2:2            | 0,980          |
| 14                         | Schweden       | 1:3            | 1,000          |
| 15                         | Italien        | 1:3            | 0,962          |
| 16                         | Ukraine        | 1:3            | 0,901          |
| 17                         | Ungarn         | 1:3            | 0,901          |
| 18                         | Rumänien       | 0:4            | 0,857          |
| 19                         | Polen          | 0:4            | 0,842          |
| 20                         | Großbritannien | 0:4            | 0,765          |